# Montreux
Montreux (conhecida, antigamente, em alemão como Muchtern) é uma comuna da Suíça, no Cantão Vaud, com cerca de 25 199 habitantes. Estende-se por uma área de 33,40 km², de densidade populacional de 754 hab/km², formando, com as comunas adjacentes, uma aglomeração urbana de cerca de 90 000 pessoas. Localiza-se na margem setentrional do Lago Léman.
A língua oficial nesta comuna é o francês, falado, em 2000, por 74,4% da população. A segunda língua mais falada é o alemão, com 6,2%, seguida pelo italiano, com 4,0%.
A localidade é mundialmente conhecida por abrigar o Festival de Jazz de Montreux e por ser a cidade onde ocorreram os eventos de uma das músicas mais famosas do Rock and Roll, "Smoke on the Water", da banda Deep Purple. Em Montreux é disputado anualmente, desde 1984, o Montreux Volley Masters, torneio internacional de voleibol feminino.
Freddie Mercury, vocalista da banda britânica Queen, residiu em Montreux após descobrir que estava com AIDS, compondo para cidade a musica "A Winter's Tale". Na Place du Marché, às margens do Lago Genebra, foi erguida em 1996 uma estátua em sua homenagem.
Sediado em 2005, o First World Congress and School on Universal Logic (Primeiro Congresso Mundial e Escola sobre Lógica Universal), um dos maiores congressos de lógica do mundo.

## Geografia
Montreux tem uma área de 33,4 km2. Desta área, 8.47 km2, ou 25,4% é usada na agricultura, enquanto 16,93 km2, ou 50,7% é composta por florestas. Do restante do território, 6,37 km2, ou 19,1%, é ocupada por edifícios ou estradas; 0,08 km2, ou 0,2%, por rios ou lagos, e 1,59 km2, ou 4,8% corresponde a terreno improdutivo.

## População
A evolução histórica da população é apresentada pelo seguinte gráfico:

## Religião
De acordo com o censo de 2000, 8 557 pessoas, ou 38,1% da população, eram católicos, enquanto 6 438 pessoas, ou 28,7%, pertenciam à Igreja Reformada Suíça. Do restante da população, havia 745 ortodoxos (ou cerca de 3,32% da população), além de 18 habitantes (ou cerca de 0,08% da população) que pertenciam à Igreja Católica Suíça. Havia 73 pessoas (cerca de 0,33% da população) que seguiam o judaísmo, e 1 031 (ou cerca de 4,59% do total da população de Montreux) islâmicos. Havia 80 budistas, 171 hinduístas e 90 pessoas que professavam outras religiões. Os agnósticos ou ateístas eram 2 796 (cerca de 12,45% da população), e 1 941 pessoas (ou 8,64% da população) não declararam a religião.

## Clima
| Médias meteorológicas para Montreux-Clarens | Médias meteorológicas para Montreux-Clarens | Médias meteorológicas para Montreux-Clarens | Médias meteorológicas para Montreux-Clarens | Médias meteorológicas para Montreux-Clarens | Médias meteorológicas para Montreux-Clarens | Médias meteorológicas para Montreux-Clarens | Médias meteorológicas para Montreux-Clarens | Médias meteorológicas para Montreux-Clarens | Médias meteorológicas para Montreux-Clarens | Médias meteorológicas para Montreux-Clarens | Médias meteorológicas para Montreux-Clarens | Médias meteorológicas para Montreux-Clarens | Médias meteorológicas para Montreux-Clarens |
| Mês                                         | Jan                                         | Fev                                         | Mar                                         | Abr                                         | Mai                                         | Jun                                         | Jul                                         | Ago                                         | Set                                         | Out                                         | Nov                                         | Dez                                         | Ano                                         |
| ------------------------------------------- | ------------------------------------------- | ------------------------------------------- | ------------------------------------------- | ------------------------------------------- | ------------------------------------------- | ------------------------------------------- | ------------------------------------------- | ------------------------------------------- | ------------------------------------------- | ------------------------------------------- | ------------------------------------------- | ------------------------------------------- | ------------------------------------------- |
| Média alta °C (°F)                          | 4.5 (40)                                    | 6.2 (43)                                    | 9.6 (49)                                    | 13.9 (57)                                   | 18.2 (65)                                   | 21.8 (71)                                   | 24.9 (77)                                   | 23.9 (75)                                   | 20.5 (69)                                   | 15.2 (59)                                   | 9.3 (49)                                    | 5.5 (42)                                    | 14,5 (58)                                   |
| Média diária °C (°F)                        | 1.5 (35)                                    | 2.8 (37)                                    | 5.4 (42)                                    | 9.1 (48)                                    | 13.3 (56)                                   | 16.7 (62)                                   | 19.3 (67)                                   | 18.6 (65)                                   | 15.5 (60)                                   | 10.9 (52)                                   | 5.8 (42)                                    | 2.4 (36)                                    | 10,1 (50)                                   |
| Média baixa °C (°F)                         | -0.8 (31)                                   | 0.3 (33)                                    | 2.4 (36)                                    | 5.5 (42)                                    | 9.5 (49)                                    | 12.8 (55)                                   | 15.1 (59)                                   | 14.7 (58)                                   | 12 (54)                                     | 8 (46)                                      | 3.3 (38)                                    | 0 (32)                                      | 6,9 (44)                                    |
| Precipitação mm (polegadas)                 | 90 (3.54)                                   | 86 (3.39)                                   | 104 (4.09)                                  | 109 (4.29)                                  | 119 (4.69)                                  | 157 (6.18)                                  | 130 (5.12)                                  | 158 (6.22)                                  | 117 (4.61)                                  | 104 (4.09)                                  | 114 (4.49)                                  | 91 (3.58)                                   | 1 379 (54,29)                               |
| Média dia precipitação                      | 11.6                                        | 10.6                                        | 12.4                                        | 11.9                                        | 13.8                                        | 13.1                                        | 10.3                                        | 12                                          | 9.5                                         | 8.9                                         | 11                                          | 11.3                                        | 136,4                                       |
| Fonte: MeteoSchweiz 8 de maio de 2009       |                                             |                                             |                                             |                                             |                                             |                                             |                                             |                                             |                                             |                                             |                                             |                                             |                                             |

## Cidades-irmãs
Montreux é geminada com as cidades de Menton, França e Wiesbaden, Alemanha.

## Galeria

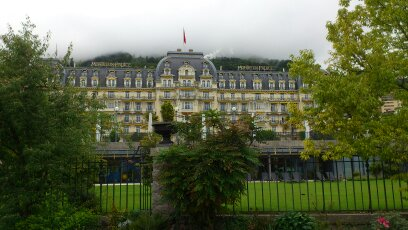
Montreux Palace

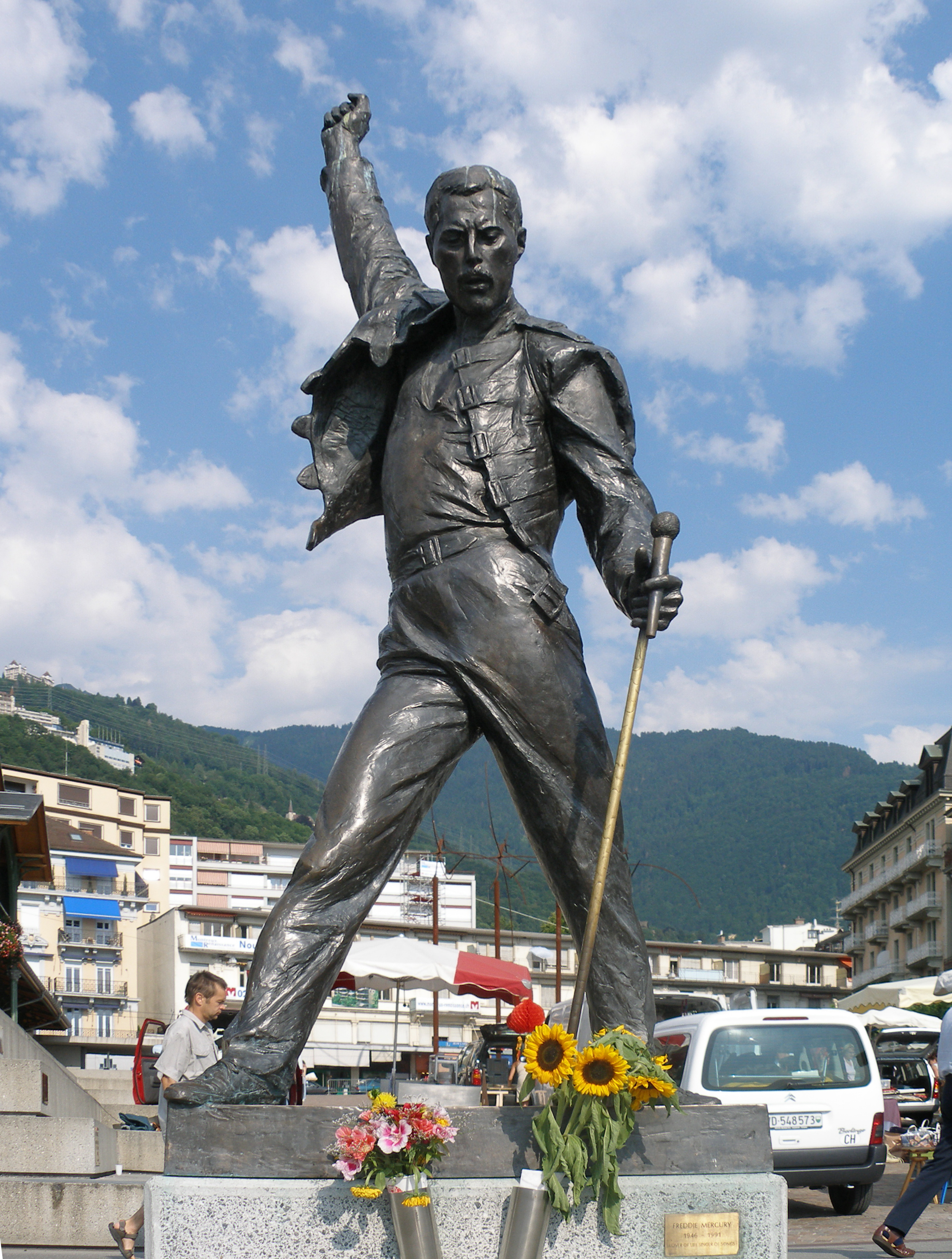
Estátua de Freddie Mercury, em Montreux.
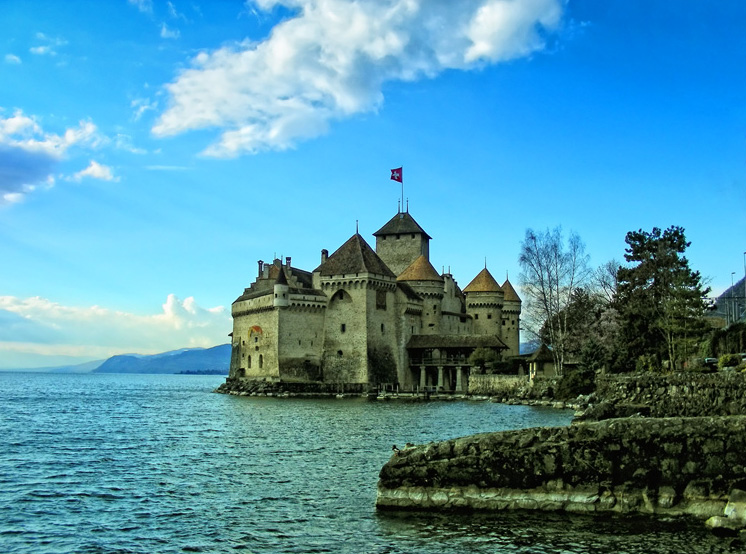
Château de Chillon, próximo a Montreux.
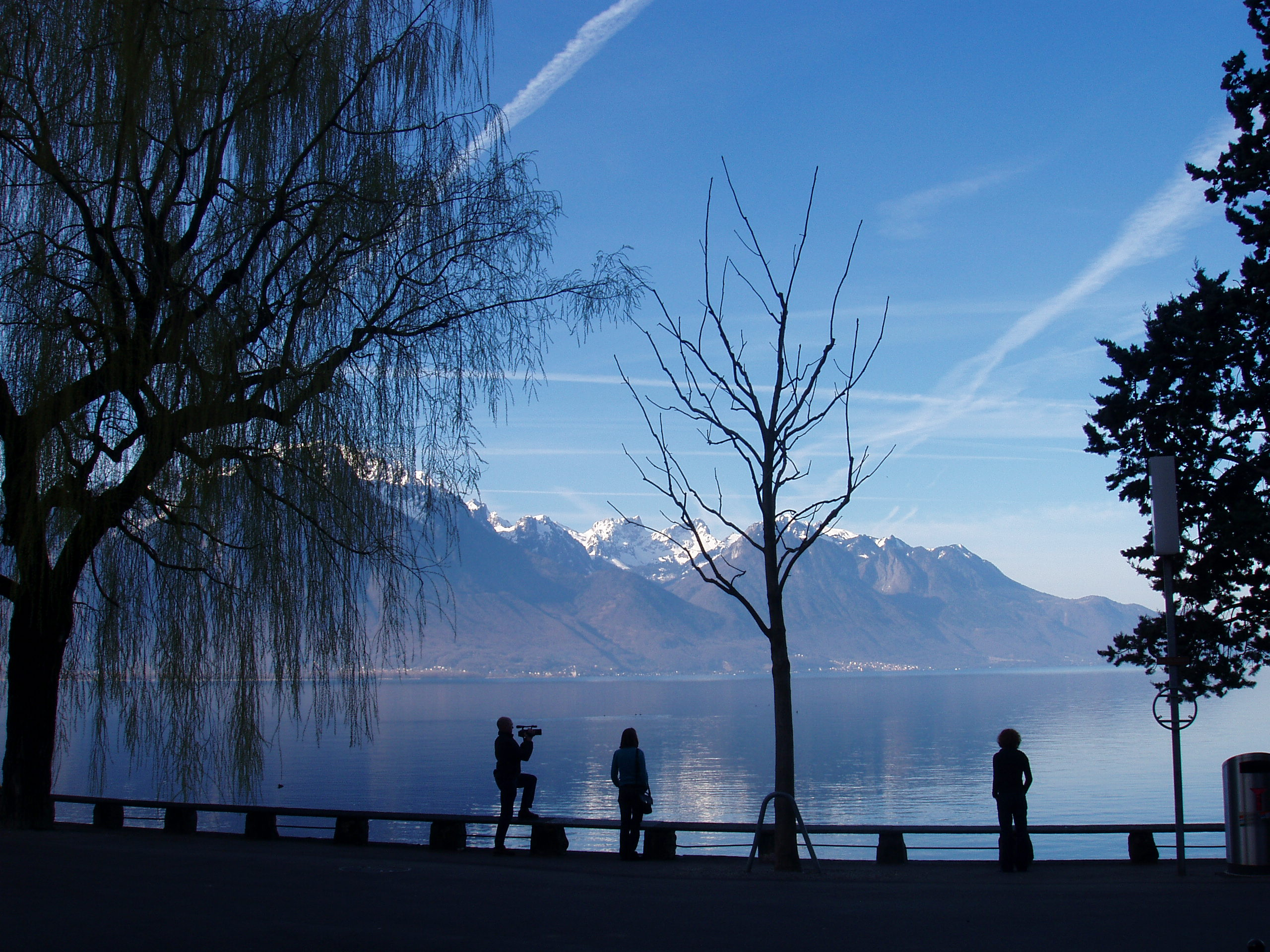
Vista sudoeste do Lago Léman, a partir de Montreux.
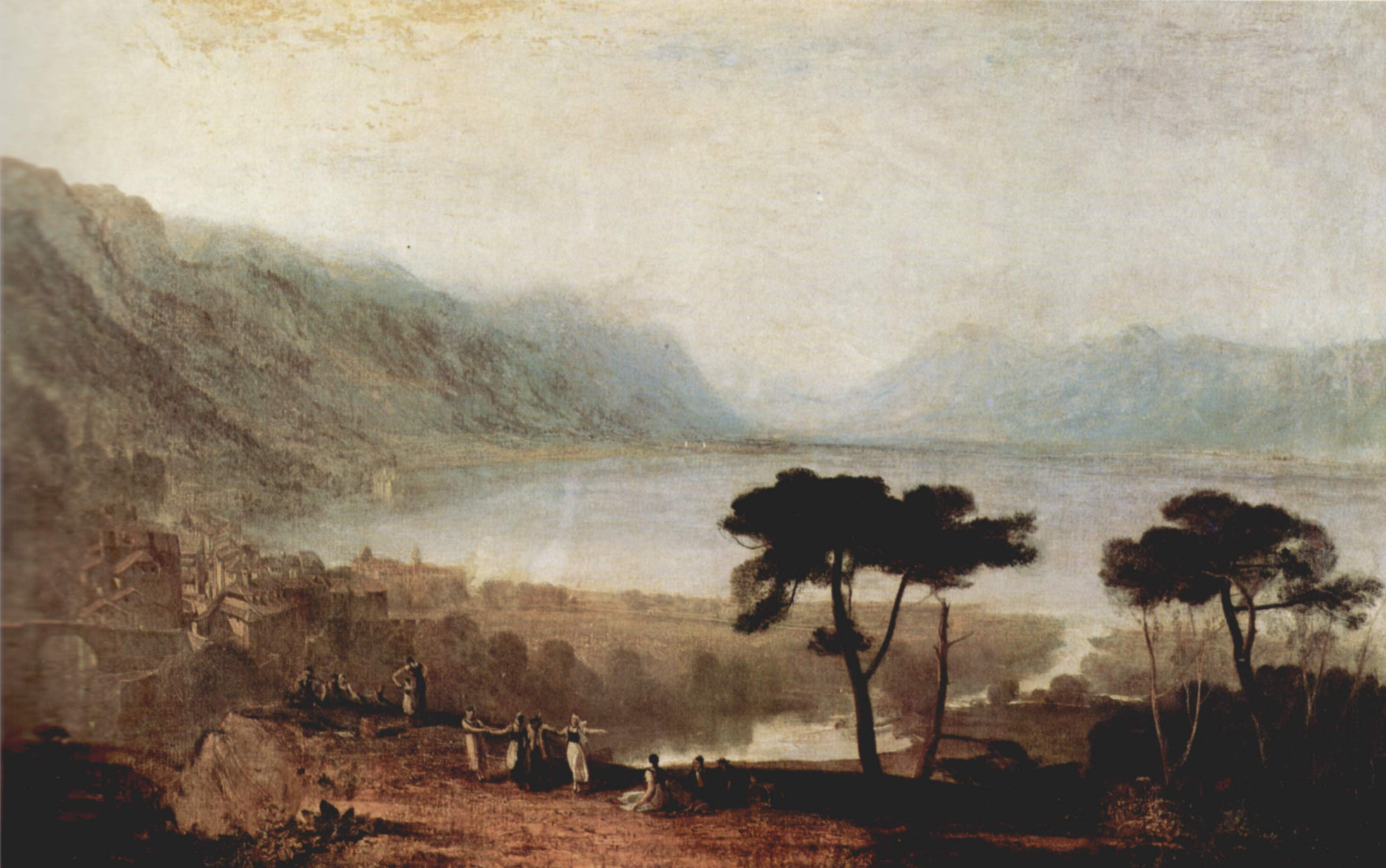
Lago Léman, visto a partir de Montreux, Joseph Mallord William Turner, 1810
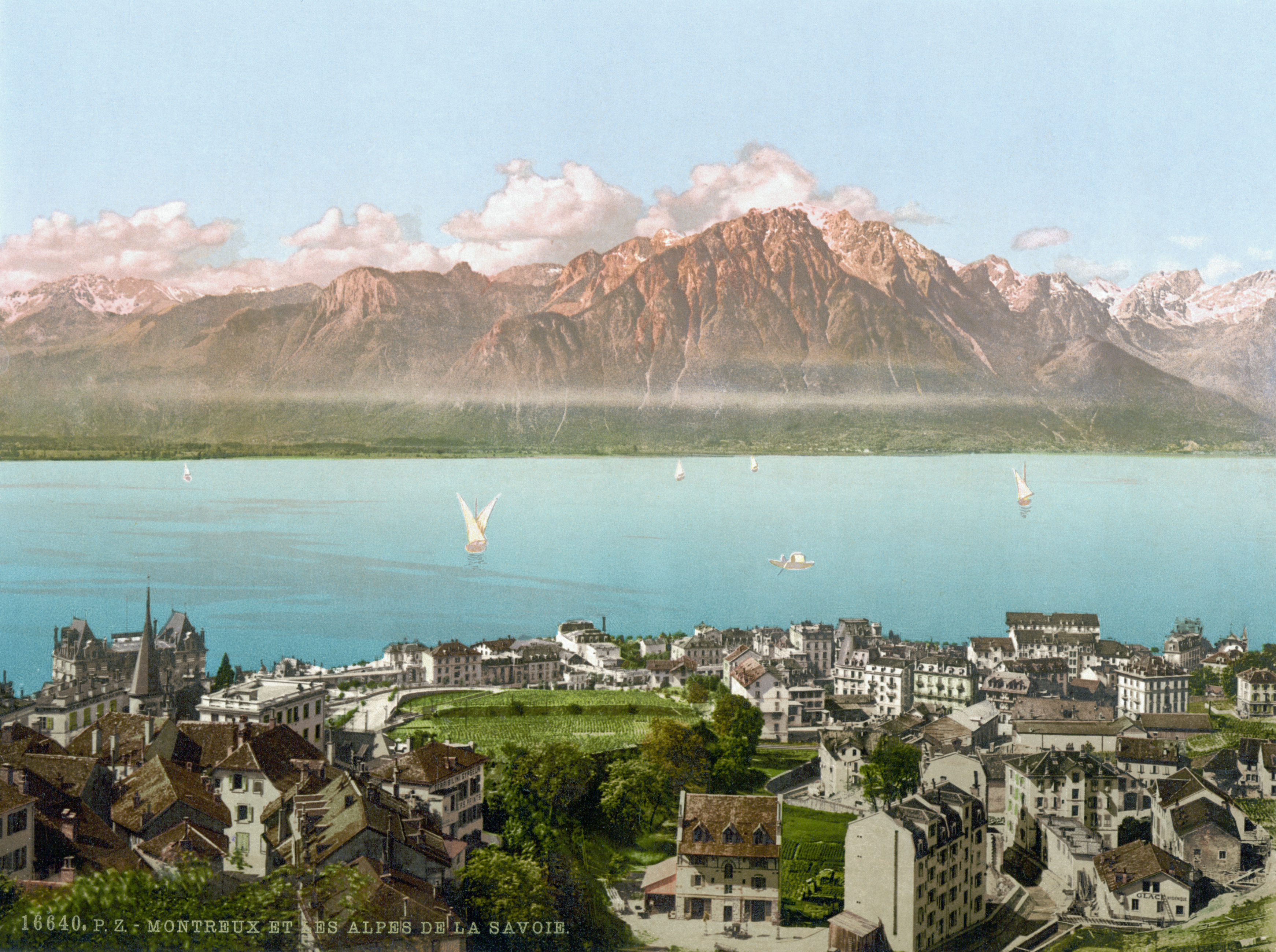
Montreux em 1900